# Windermere (Angleterre)
Windermere est une ville et une paroisse civile en Angleterre du Nord. La ville est située à proximité du lac Windermere.

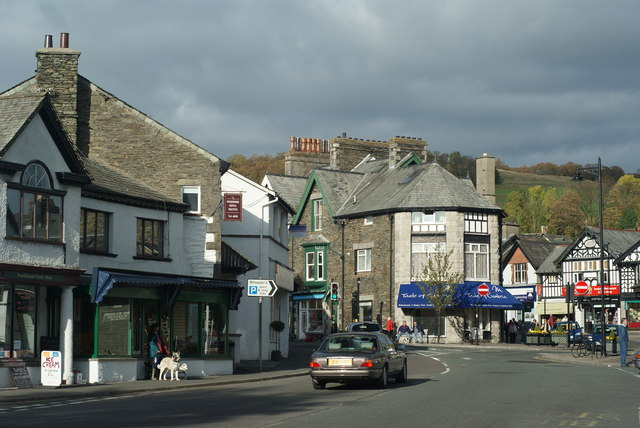
Route principale, Windermere

## Personnalités liées à la ville
- Arthur Somervell (1863-1936), compositeur, y est né.
- Richard Watson (1737-1816), ecclésiastique anglican et  chimiste, y est mort.
- Ian Watt (1917-1999), historien de la littérature et un professeur d'anglais de l'Université Stanford, y est né.
- David Snow (1924-2009), ornithologue britannique, y est né.